# Capasa viridimacularia
Capasa viridimacularia är en fjärilsart som beskrevs av Arnold Pagenstecher 1885. Capasa viridimacularia ingår i släktet Capasa och familjen mätare. Inga underarter finns listade i Catalogue of Life.